# Johann Baptist Kral

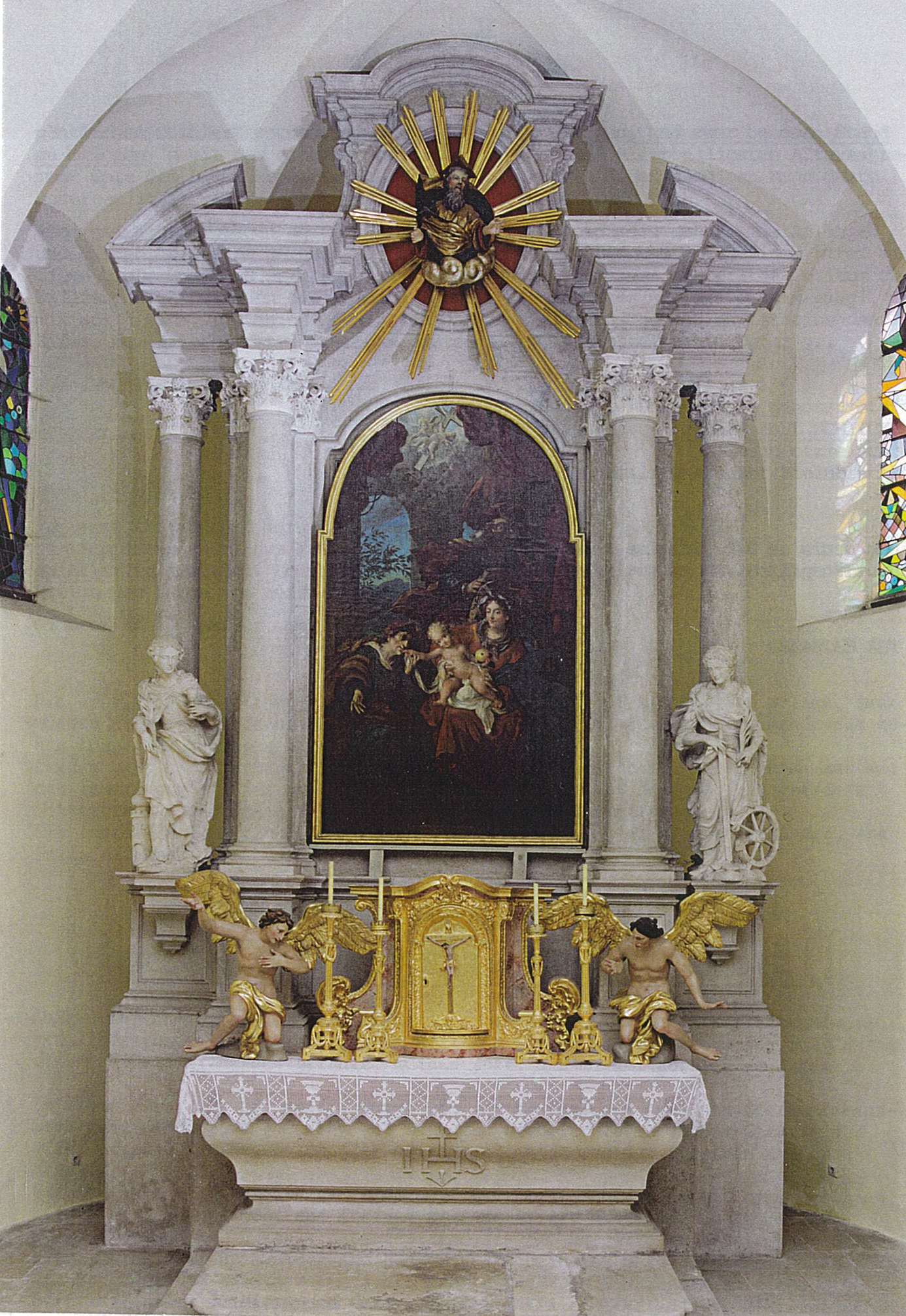
Kaisersteinbrucher Hochaltar, 1720 ein Werk der Bruderschaft, einer davon Johann Baptist Kral

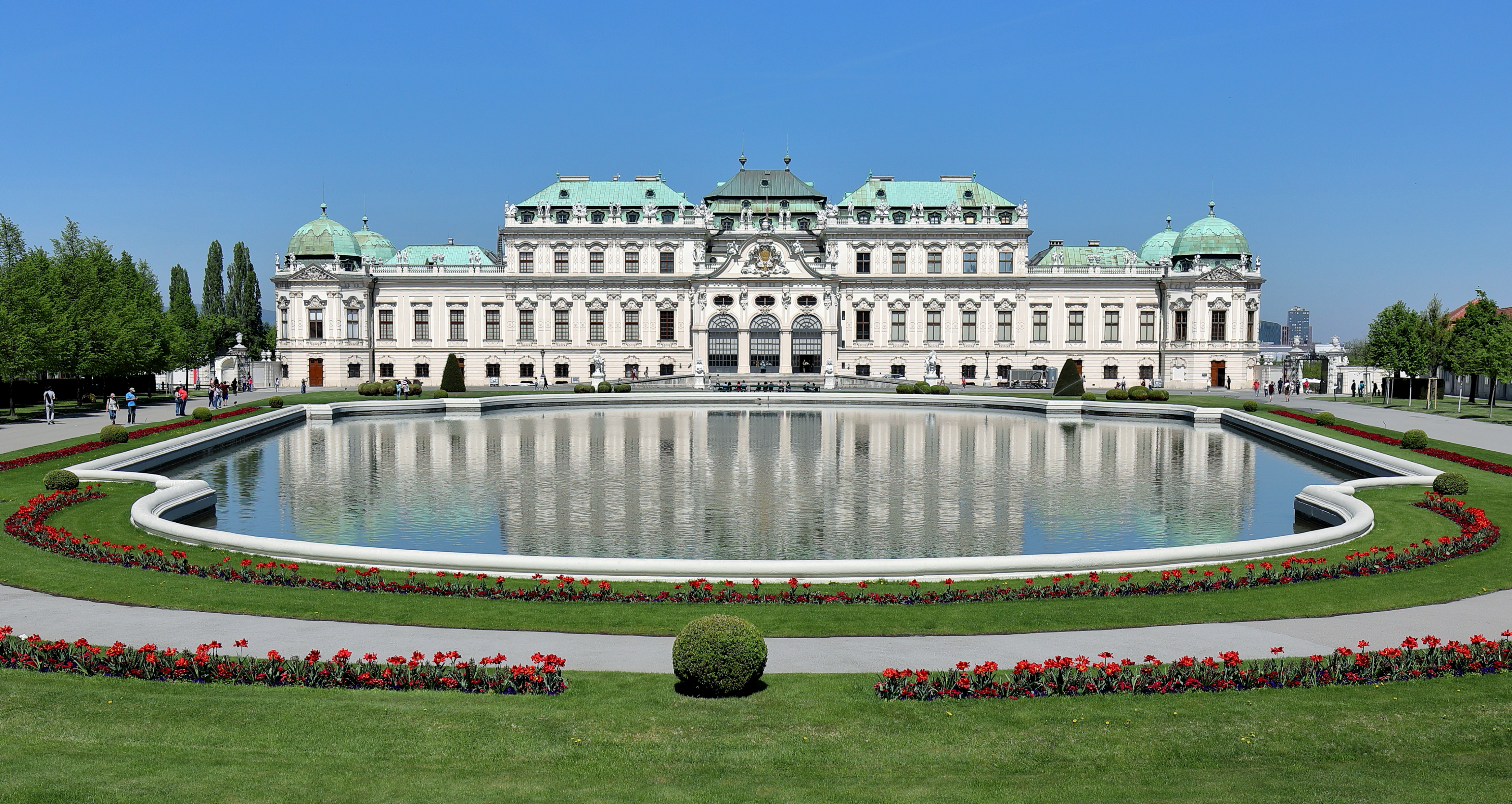
Oberes Belvedere

Johann Baptist Kral (* 1672 in Kaisersteinbruch; † 24. Juni 1732 in Kaisersteinbruch, Ungarn) war ein österreichischer Steinmetz und Bildhauer des Barocks.

## Leben und Ausbildung
Steinmetzmeister Gregor Kral und seine Ehefrau Maria kamen 1665 aus Böhmen in den kaiserlichen Steinbruch. Sie kauften von Nikolaus Marx ein Haus mit einem dazugehörenden Steinbruch und Gärten. 1672 wurde ihr Sohn Johann Baptist geboren. Während des Türkenrummels im Jahr 1683 wurde die Mutter in die Türkei entführt. Ihr Schicksal war der Familie nicht bekannt.
Meister Martin Trumler, Schwiegersohn des Richters Ambrosius Ferrethi, nahm Johann Baptist 1686 als Lehrjungen im Handwerk der Steinmetzen und Maurer in Kaisersteinbruch auf, die Freisprechung zum Steinmetzgesellen erfolgte 1691. Johann Baptist Kral arbeitete anfangs im Clan des Capos für den Fürsten Liechtenstein. 

### Heirat
Am 16. Februar 1694 heiratete er Maria Regina, Tochter des Ehepaars Cunigunde und Sebastian Nofark. Nofark war ein ehemaliger kaiserlicher Hätschier. 1699, nach seines Vaters Tod und der Abfertigung der Geschwister, kam der gesamte Besitz an den Meister Johann Baptist Kral.

### Steuerliste 1699
In der Steuerliste von 1699 war er mit einem Steinbruch, zwei Kühen und drei Pferden eingetragen.

## Salva Guardia-Privilegium für Kaisersteinbruch 1712
→ Salva Guardia-Privilegium für Kaisersteinbruch#Kaiser und König Karl VI.
Kaiser Karl VI. erneuerte und bestätigte am 5. Dezember 1712 das Privilegium der Befreiung von militärischer Einquartierung den Meistern Johann Georg Haresleben, Sebastian Regondi, Johann Paul Schilck, Elias Hügel, Johann Baptist Kral und Simon Sasslaber.

## Eigenständige Viertellade für den kayserlichen Steinbruch 1714
Am 20. Dezember 1714 genehmigte und erneuerte der Kaiser die eigenständige Viertellade in Kaisersteinbruch.

## Bürge beim Ödenburger Handwerk
Jeder Lehrling brauchte Haupt- und Nebenbürgen, die im Problemfall beim Lehrmeister für den Jungen einstanden. Diese Aufgabe übernahmen im Ödenburger Steinmetzhandwerk die beiden Kaisersteinbrucher Meister Johann Baptist Kral und Johann Wieser am 18. Juni 1719 für den Lehrjungen Joseph Dietrich.

### Tod seiner Ehefrau Maria Regina
Krals Ehefrau Maria Regina starb am 29. März 1723 im Alter von 46 Jahren. Ihr Besitz, ein Steinbruch und zwei Häuser, erbten ihre beiden Kinder Paul und Johann Baptist. Nachdem diese ausbezahlt wurden, kam alles an den Witwer, der Catharina Pichelmayerin heiratete.

## Crida-Abhandlung
In den folgenden Jahren verschuldete sich Kral in Kaisersteinbruch und in der gesamten Region so sehr, dass die Schulden das vorhandene Vermögen überstiegen. Für den 10. März 1730 setzte die Verwaltung in Königshof die Crida-Abhandlung von Steinmetzmeister Johann Baptist Kral an. Meister Elias Hügel erhielt mit seinem Kaufangebot den Zuschlag. Die Schuldner bekamen für den Gulden nur 40 Kreuzer zurück.

## Werke
- in der Lehrzeit Stadtpalais Liechtenstein
- 1716: Wiener Karlskirche, unter der Leitung von Elias Hügel arbeitete Meister Kral in Kameradschaft.
- 1720–1725: Oberes Schloss Belvedere in Wien, Architekt Johann Lucas von Hildebrandt, Gesamtleitung Elias Hügel
- 1720: Kaisersteinbrucher Kirche, Hochaltar, Leitung Elias Hügel Kral einer der Constructores (Stiftertafel)

## Archivalien
- Sopron Stadtarchiv: Steinmetzakten, Aufdingung 1719.
- Wiener Stadt- und Landesarchiv: Steinmetzakten.
- Hofkammerarchiv, Hofzahlamtsbücher: Bau der Karlskirche.
- Stift Heiligenkreuz Archiv: Kirchenbücher, Register, Crida-Verfahren.